# 키즈나 아카리
키즈나 아카리(紲星あかり)는 AH-Software에서 발매한 보이스로이드로, 2017년 12월 22일 발매되었다. 2018년 4월 26일에는 보컬로이드로도 발매되었다. 이름의 의미는, 인연으로 이어진 사람들을 등불로 인도한다.이다.